# Emmy Percy-Wüstenhagen
Emmy Percy-Wüstenhagen geborene Percy (* 8. Mai 1905 in Wien; † 6. Juni 1975 ebenda) war eine österreichische Schauspielerin.

## Leben
Die gebürtige Emmy Percy begann ihre Bühnenlaufbahn 1924 am Burgtheater ihrer Heimatstadt Wien. Nach nur einer Spielzeit wechselte sie an das Ensemble des Deutschen Schauspielhauses in Hamburg, dem sie über zwei Jahrzehnte lang angehören sollte. 1947 kehrte Emmy Percy nach Wien zurück, um einer Verpflichtung an die dortigen Kammerspiele nachzukommen. Zurück in Hamburg, sah man sie am Theater im Zimmer. Auch nach dem Tode ihres Ehemannes (seit 1936), dem Schauspieler Karl Wüstenhagen, blieb sie in der Hamburger Hochallee ansässig, arbeitete seitdem aber nur noch freiberuflich mit Stückverträgen.
Seit dem Tode Wüstenhagens (1950) stand Emmy Percy-Wüstenhagen nunmehr auch häufig vor Film- und Fernsehkameras. Dort verkörperte sie zumeist kultivierte, arrivierte, ältere Damen aus der Gesellschaft aber auch einfache, dienstbare Geister wie in Helmut Käutners Des Teufels General. 1959 wirkte sie in dem ersten einer langen Reihe von überaus erfolgreichen, deutschen Durbridge-Fernsehkrimis, Der Andere, mit.
Später kehrte Emmy Percy-Wüstenhagen nach Wien zurück.
Sie liegt auf dem Ober Sankt Veiter Friedhof (E-1-28) in Wien begraben.

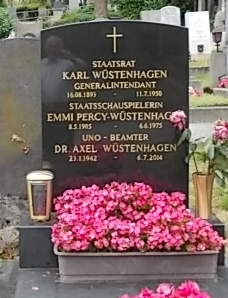
Grabstätte von Emmy Percy-Wüstenhagen

## Filme
- 1951: Hanna Amon
- 1954: Hin und her
- 1954: Des Teufels General
- 1955: Die Husaren kommen
- 1956: Ein Herz kehrt heim
- 1958: Die Sache mit Kasanzew
- 1959: Der Andere
- 1963: Leutnant Gustl
- 1964: Ich fahre Patschold
- 1965: Geisterkomödie
- 1965: Die Unverbesserlichen (TV-Reihe, erste Folge)
- 1966: Das Märchen
- 1966: Betriebsfest
- 1968: Der eiserne Henry
- 1970: Ach, so eine nette Person
- 1975: Alle Jahre wieder – Die Familie Semmeling